# Max Oppenheimer (Publizist)
Max Ludwig Oppenheimer (* 20. Oktober 1919 in Karlsruhe; † 15. August 1994 in Wiesloch) war ein deutscher Publizist, Historiker, Gewerkschafter und Politiker.

## Leben
Max Ludwig Oppenheimer wurde 1919 als Sohn des Regierungsbaurats Leopold Oppenheimer (1881–1943) und Rositta Oppenheimer, geb. Kramer (1892–1972), geboren. Kurz nach der Geburt zog die Familie aus beruflichen Gründen nach Heidelberg, wo Max Oppenheimer in der Landhausstraße aufwuchs. Auf Grund der Inflation verließ Leopold Oppenheimer 1925 den Staatsdienst und trat in die Tabakfabrik seines Vaters in Wiesloch ein. Zunächst erwies sich das nach der nationalsozialistischen Machtergreifung 1933 als Vorteil, da die Familie nicht von der Ausgrenzung der Juden aus der Beamtenschaft betroffen war.
1936 verließ Max Ludwig Oppenheimer das Heidelberger Gymnasium, da der Ausschluss aufgrund des antisemitischen Gesetzes gegen die Überfüllung deutscher Schulen und Hochschulen abzusehen war. Daraufhin begann Oppenheimer eine Schlosserlehre. 1937 musste die Familie ihr Haus in Heidelberg auf staatlichen Druck hin verkaufen und nach Wiesloch auf das Gelände der Fabrik ziehen. Am 10. November 1938, dem Tag nach der „Reichspogromnacht“, wurde Max Oppenheimer zusammen mit seinem Vater Leopold und seinem Bruder Hans (1921–1945) verhaftet. Leopold und Hans Oppenheimer kamen zunächst frei, während Max Oppenheimer mit dem sogenannten „Judenexpress“ in das KZ Dachau deportiert wurde. Nach vierwöchiger Haft wurde Oppenheimer entlassen, da Schweizer Verwandte sich bereit erklärt hatten, ihn aufzunehmen. Er emigrierte über die Schweiz nach Großbritannien.
Oppenheimers Mutter, Vater und Bruder wurden am 22. Oktober 1940 in das Camp de Gurs und im Februar 1942 in das Internierungslager Noé deportiert. Leopold Oppenheimer starb 1943 im KZ Majdanek, Hans Oppenheimer am 17. März 1945 nach einem Todesmarsch vom KZ Auschwitz im KZ Buchenwald. Rositta Oppenheimer überlebte den Holocaust und kehrte 1946 nach Wiesloch zurück.
Im Mai 1940 wurde Oppenheimer ein Jahr lang auf der Isle of Man interniert, anschließend lebte er in London.
1941 trat er dem Freien Deutscher Kulturbund in Großbritannien (FDKB) bei, einer Vereinigung deutscher, kulturschaffender Emigranten in Großbritannien, dem Nähe zur KPD nachgesagt wird.
Im Londoner Exil trat Oppenheimer 1942 der Landesgruppe deutscher Gewerkschafter in Großbritannien bei. Dies war eine sozialdemokratisch geprägte Gruppe emigrierter Gewerkschafter um Hans Gottfurcht, die mit der Union deutscher sozialistischer Organisationen in Großbritannien assoziiert war.
Von 1944 bis 1945 war er Mitglied des Arbeitsausschuß der Landesgruppe sowie Leiter der Arbeitsgemeinschaft Jugend.
Von 1943 bis 1945 gehörte Oppenheimer der Freien Deutschen Bewegung in Großbritannien an, 1946 trat Oppenheimer der KPD bei.
Nach seiner Rückkehr nach Deutschland im Jahr 1947 war er bis 1950 Kreissekretär der KPD. Des Weiteren war er als Journalist tätig.
1967 beteiligte Oppenheimer sich an der Konferenz „Probleme des Widerstandes und der Verfolgung im Dritten Reich im Spiegel der Schulbücher und des Unterricht“.
Als Folge der Konferenz wurde der Studienkreis zur Erforschung und Vermittlung der Geschichte des deutschen Widerstandes, dessen Vorstand Oppenheimer angehörte.
Ab 1970 war Oppenheimer Verantwortlicher für Geschichtsforschung und -vermittlung beim Präsidium der VVN-BdA.
Die erste Ausstellung Antifaschistischer Widerstand 1933-1945 des Studienkreises Deutscher Widerstand 1933–1945 in der Frankfurter Paulskirche im Jahr 1971 geht maßgeblich auf Max Oppenheimer zurück.
1973 kritisierte Oppenheimer in einer Rede zur Verleihung des „Günther-Weisenborn-Preises“ die Vergangenheitspolitik der Bundesrepublik Deutschland. Insbesondere bemängelte er das Fehlen eines Forschungsauftrages zur dokumentarischen Darstellung des Kampfes deutscher Antifaschisten in der Zeit von 1933 bis 1945, das er als politisch motiviert betrachtete.
Ricarda Huch und Günter Weisenborn sah Oppenheimer als seine Vorbilder an.
1984 promovierte Oppenheimer mit der Dissertation Vermittlung des antifaschistischen Widerstandes 1933–1945 als Beitrag zur demokratischen Erziehung der jungen Generation zum Dr. phil. an der Universität Bremen.

## Publikationen
- Max Oppenheimer (Hrsg.): Eichmann und die Eichmänner. Dokumentarische Hinweise auf den Personenkreis Helfer und Helfershelfer bei der „Endlösung“. Ludwigsburg 1961.
- Max Ludwig [Max Oppenheimer]: das tagebuch des hans o.; Lambert Schneider, Heidelberg 1965[A 1]
- Peter Altmann, Heinz Brüdigam, Barbara Mausbach-Bromberger, Max Oppenheimer: Der deutsche antifaschistische Widerstand 1933–1945 in Bildern und Dokumenten. Hrsg.: Präsidium der VVN-BdA. Röderberg-Verlag, Frankfurt a. M. 1975.
- Max Oppenheimer, Horst Stuckmann, Rudi Schneider (Hrsg.): Als die Synagogen brannten. Zur Funktion des Antisemitismus gestern und heute. Röderberg-Verlag, Frankfurt a. M. 1978, ISBN 3-87682-595-4, S. 9–13.
- Max Oppenheimer (Hrsg.): Antifaschismus – Tradition, Politik, Perspektive. Geschichte und Ziele der VVN – Bund der Antifaschisten. Röderberg-Verlag, Frankfurt a. M. 1978, ISBN 3-87682-597-0.